# Lorenzo Musetti
Lorenzo Musetti (født 3. marts 2002 i Carrara, Italien) er en professionel tennisspiller fra Italien.